# Falkenfelsen

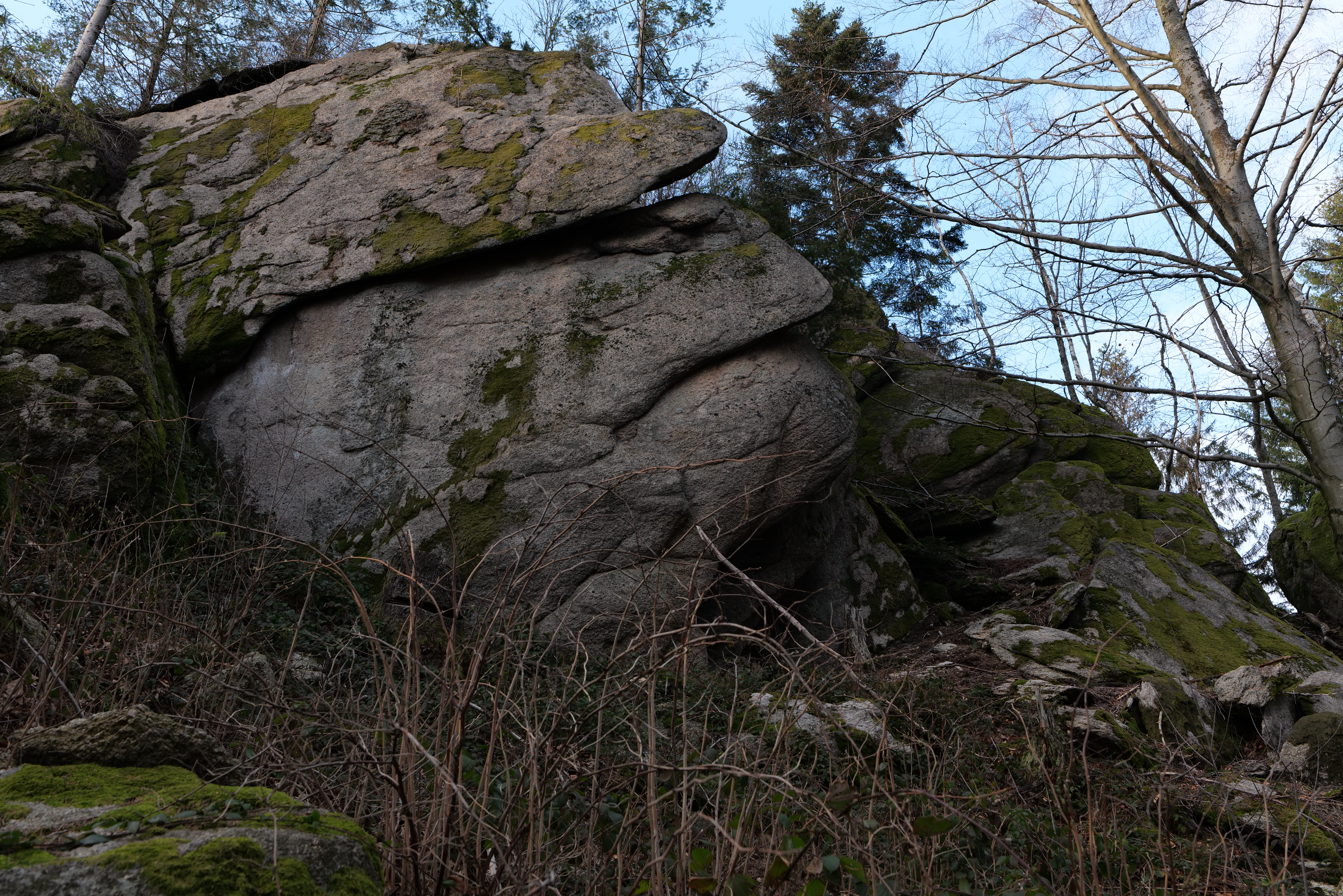
Falkenfelsen

Die Falkenfelsen sind eine etwa 60 Meter hohe Granit-Felsformation bei Bühlerhöhe im Nordschwarzwald.
Vom Plättig an der Schwarzwaldhochstraße führen zwei Wanderwege durch die Formation. Sie münden an der direkt an den Felsen gelegenen Schutzhütte Hertahütte, die nach Hertha Isenbart, der Erbauerin der Bühlerhöhe benannt ist. Von dort geht ein Weg bis zu den Brockenfelsen. Von der Plattform aus hat man einen Ausblick über den nördlichen Schwarzwald, mit den Wiedenfelsen und der Hornisgrinde im Süden, Bühlerhöhe im Nordosten und über die Rheinebene.
Am Falkenstein befinden sich mehrere Kletterrouten der Schwierigkeitsgrade III–IX.

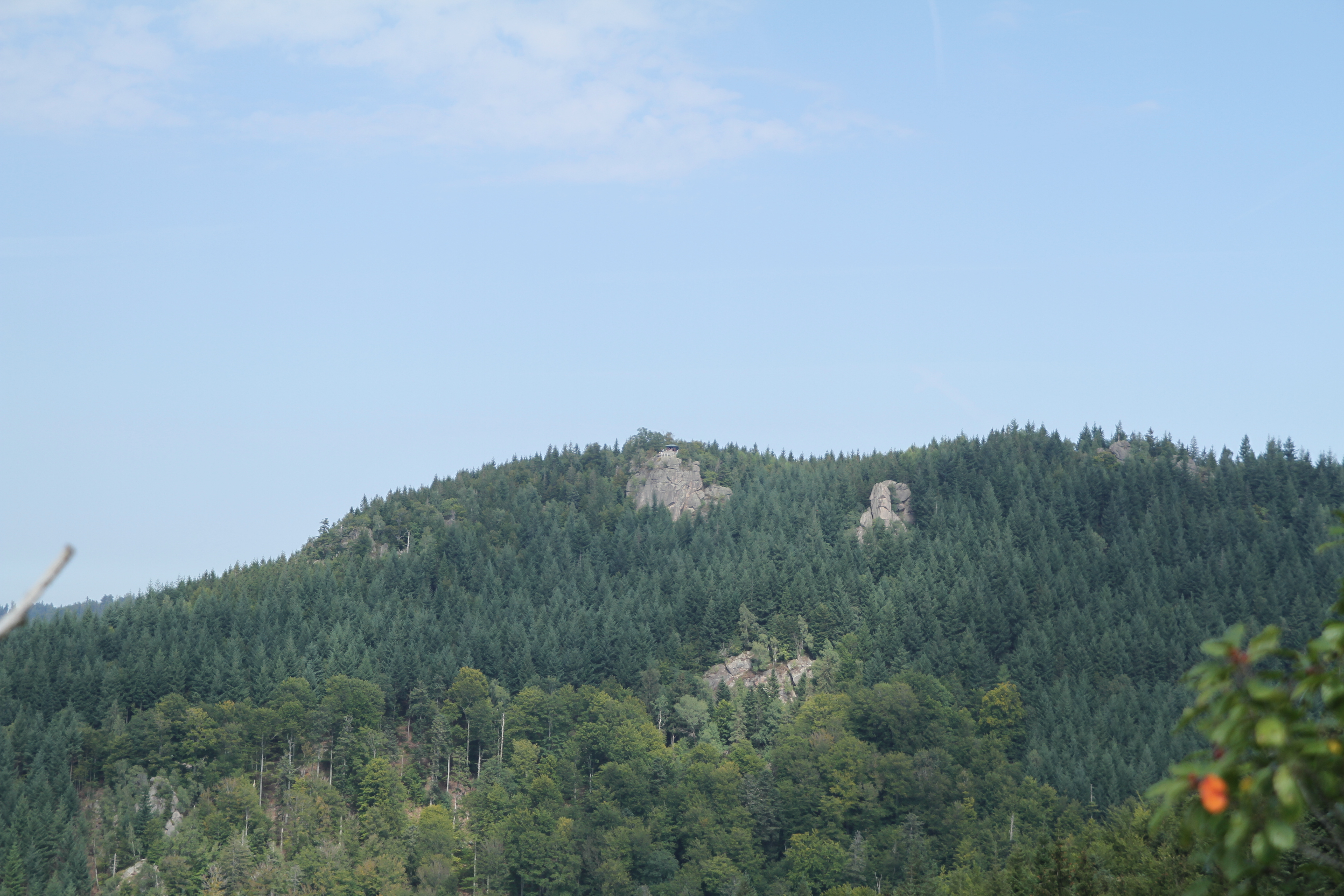
Herthahütte und Falkenfelsen aus Sicht der Wiedenfelsen

Die Falkenfelsen sind als geologisches Naturdenkmal (Geotop) eingestuft und von Schonwald umgeben.